# Le magicien
Le magicien (Il mago) è un cortometraggio diretto da Georges Méliès (Star Film 153) della durata di circa 1 minuto in bianco e nero.
In questo film Méliès torna al suo soggetto tipico di giochi di prestigio, apparizioni e sparizioni, effettuati col trucco dell'arresto della ripresa.

## Trama
Un uomo vestito da mago (con tanto di barba e cappello a punta stellato) fa apparire un tavolo, poi una scatola, poi salta nella scatola e sparisce. Dalla scatola esce quindi un bambino vestito da Pierrot, che salta giù e diventa un Pierrot adulto. La tavola diventa quindi magicamente imbandita di pietanze, ma quando Pierrot si siede a mangiare sparisce tutto, anche la sedia, facendolo capitombolare a terra. Appare poi un uomo, poi uno scultore togato, che inizia a scolpire un busto, il quale si trasforma però in una donna vera che lo scaccia; poi appare una musa ma quando l'artista fa per abbracciarla sparisce per riapparire dall'altra parte della stanza. Alla fine l'artista si becca un calcio nel sedere da un personaggio appena apparso.